# تايسي كانيكو
تايسي كانيكو (باليابانية: 金子 大晟) (14 أغسطس 1998 في كاناغاوا في اليابان – )؛ هو لاعب كرة قدم كان يلعب كمهاجم.

## وصلات خارجية
- تايسي كانيكو على موقع رابطة كرة القدم اليابانية للمحترفين (اليابانية)
- تايسي كانيكو على موقع قاعدة بيانات كرة القدم.إي يو (الإنجليزية)
- تايسي كانيكو على موقع Soccerway.com (الإنجليزية)
- تايسي كانيكو على موقع عالم كرة القدم.نت (الإنجليزية)